# Sesriem
Sesriem o așezare din Namibia, situată în Deșertul Namib.